# Fortaleza de Negombo

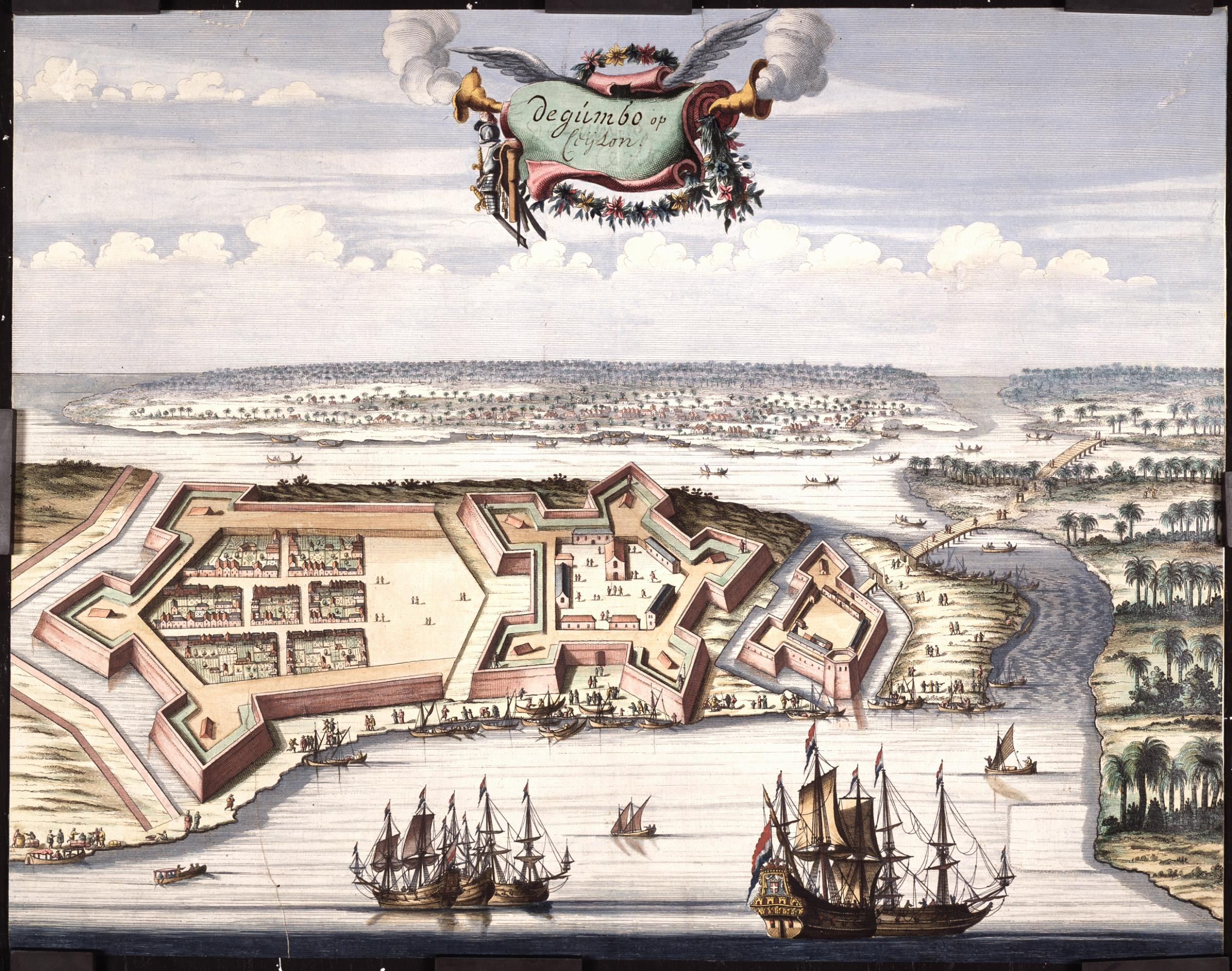
A Fortaleza de Negombo.

A Fortaleza de Negombo é uma antiga forticação fundada pelos portugueses no Sri Lanka, 30 km a norte de Colombo. Era provavelmente a quarta em importância para os portugueses no Ceilão, a seguir a Colombo, Jafanapatão e Gale.
Um primeiro forte foi construído na década de 1590 por Lourenço Teixeira de Macedo a mando de Jerónimo de Azevedo e foi concluída em 1597. Servia para defender o acesso a uma região rica em canela: Pitigal, Beligal e Alutkuru. Tinha uma guarnição de 15 a 20 soldados auxiliados pela tropa de lascarins (auxiliares cingaleses), mantidos à custa de taxas portuárias e impostos cobrados às aldeias em redor. Ao pé do forte viviam cerca de 10 casados portugueses com as suas famílias.
O forte tinha um formato quadrado ou rombóide, algumas peças de artilharia pequena e três baluartes: Nossa Senhora da Vitória, Espírito Santo e São Lourenço. O canto sem baluarte situava-se a oeste, virado para a foz do rio. Perto do forte de Negombo ficava a fortaleza de Manicavaré.
O forte foi conquistado pelos holandeses em 1639, reconquistado pelos portugueses em 1640 e definitivamente perdido para os holandeses em 1644. Foi das estruturas portuguesas menos alteradas pelos holandeses. Os holandeses construíram um novo forte em 1672, não de formato quadrado mas pentagonal, porém só tinha quatro baluartes, o quinto nunca foi construído possivelmente devido ao custo elevado. Foi demolido pelos britânicos.